# هوندا اس۶۶۰
هوندا اس۶۶۰ (به انگلیسی: Honda S660) یک خودروی اسپورت دو نفره است که توسط شرکت خودروسازی ژاپنی هوندا تولید می‌شود و با توجه به اندازه، در ردهٔ خودروهای کی قرار می‌گیرد. این خودرو، که جایگزینی برای مدل بیت است، با جعبه‌دندهٔ دستی ۸۳۰ کیلوگرم و با جعبه‌دندهٔ خودکار سی‌وی‌تی ۸۵۰ کیلوگرم وزن دارد. نمونهٔ اولیهٔ اس۶۶۰ در نوامبر ۲۰۱۳، در نمایشگاه خودروی توکیو، که بزرگترین نمایشگاه خودرو در ژاپن است، به نمایش درآمد. طریقهٔ نام‌گذاری این خودرو، که در واقع ترکیبی است از حرف اس با حجم موتور خودرو به سانتیمتر مکعب، سنتی است که از زمان تولید اولین خودروی تولیدی هوندا، یعنی مدل اس۵۰۰، توسط این خودروساز حفظ شده‌است.
اس۶۶۰ به دلیل محدودیت‌های وضع‌شده برای خودروهای کی، به یک موتور ۶۶۰ سی‌سی با قدرت ۶۴ اسب‌بخار مجهز است که با توجه به وزن ۸۵۰ کیلوگرمی این خودرو، قابلیت دستیابی به شتاب ۰ تا ۹۷ کیلومتر بر ساعت ۱۰ ثانیه‌ای را برای آن فراهم کرده‌است.
در سال ۲۰۱۸ دو نسخهٔ دیگر از این خودرو با نام‌های اس۱۰۰۰ با موتور ۱٫۰ لیتری برای عرضه بازار آمریکا و اس۶۶۰ مادولو ایکس با تفاوت‌های ظاهری برای عرضه در بازار داخلی ژاپن، توسط شرکت هوندا معرفی شدند. همچنین در سال ۲۰۱۶ و در نمایشگاه خودروی توکیو، شرکت هوندا کیت بدنهٔ نئوکلاسیک را با ظاهری مشابه خودروهای قدیمی برای اس۶۶۰ ارائه کرد.
رسانه‌ها و خبرگزاری‌های موتوری مختلف، هوندا اس۶۶۰ را به عنوان رقیبی برای خودروی مزدا ام‌ایکس-۵ معرفی کرده‌اند. از زمان آغاز تولید و فروش این خودرو، با توجه به عدم ارائهٔ برنامه‌ای مشخص برای عرضهٔ آن در بازارهای خارج از ژاپن از سوی هوندا، شایعات بسیاری در مورد مدل صادراتی اس۶۶۰ منتشر شد که در نهایت با عرضهٔ مدل اس۱۰۰۰ این شایعات به واقعیت پیوستند.

## بررسی اجمالی

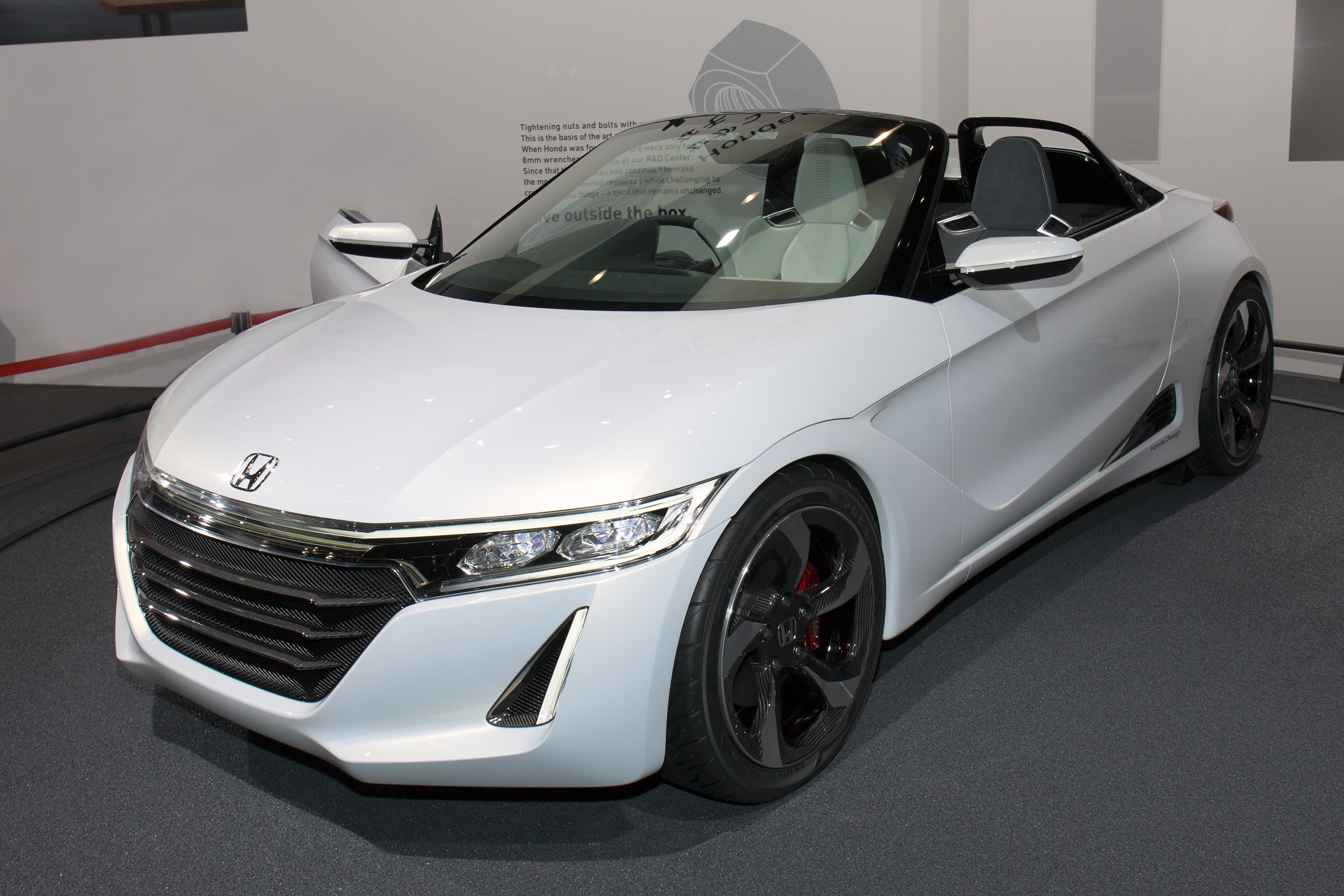
هوندا اس۶۶۰ مفهومی در نمایشگاه خودروی توکیو، ژاپن

هوندا اس۶۶۰، که نمونهٔ اولیهٔ آن در نوامبر ۲۰۱۳، در نمایشگاه خودروی توکیو، بزرگترین نمایشگاه خودرو در ژاپن، به نمایش درآمد، یک خودروی اسپورت موتور وسط رودستر بسیار سبک است که بر اساس پلت‌فرم مشترک با هوندا ان-وان ساخته شده‌است. ابعاد این خودرو، با توجه به قوانین وضع شده برای خودروهای کی در ژاپن، مشابه هوندا بیت عرضه شده در دههٔ ۱۹۹۰ میلادی بوده و از همان موتور نصب‌شده بر روی مدل بیت که از نظر مکانیکی بهبود یافته‌است، استفاده می‌کند.
این خودروی کی ژاپنی جهت تطابق با قوانین خودروهای کی، به یک موتور سه سیلندر توربو با حجم موتور ۶۶۰ سانتی‌متر مکعب (۰٫۷ لیتر) با توان ۶۴ اسب بخار (۴۸ کیلووات) و گشتاور ۱۰۳ نیوتن متر (۷۶ پوند-فوت) مجهز شده‌است. به دلیل قرار گرفتن موتور در وسط شاسی اس۶۶۰ وزن ۸۵۰ کیلوگرمی آن با نسبت ۴۵/۵۵ در جلو و عقب تقسیم شده که این موضوع فرمان‌پذیری این خودرو را بهبود بخشیده‌است.
هوندا اس۶۶۰ با یک جعبه‌دندهٔ ۶ سرعتهٔ دستی یا یک نمونهٔ خودکار سی‌وی‌تی با پدال‌های تعویض دنده در پشت فرمان ارائه شده‌است. بیشینهٔ سرعت این مدل ۱۴۰ کیلومتر بر ساعت (۸۷ مایل بر ساعت) و شتاب ۰–۹۷ کیلومتر بر ساعت (۰–۶۰ مایل بر ساعت) آن معادل ۱۰ ثانیه است.
در سال ۲۰۱۵ شرکت هوندا اعلام کرد که مدل دیگری از خودروی اس۶۶۰ را با نام اس۱۰۰۰ و با یک موتور قوی‌تر ۱٫۰ لیتری برای بازارهای خارج از ژاپن در نظر گرفته‌است.

### نام‌گذاری
طریقهٔ نام‌گذاری این خودرو، که در واقع ترکیبی است از حرف اس با حجم موتور خودرو به سانتیمتر مکعب، سنتی است که از زمان تولید اولین خودروی تولیدی هوندا، یعنی مدل اس۵۰۰، توسط این خودروساز حفظ شده‌است.

### اس۱۰۰۰
هوندا اس۱۰۰۰ در سال ۲۰۱۸ در بازار آمریکای شمالی عرضه شد. این خودرو برای برآورده کردن نیازهای خریداران آمریکایی، به یک موتور چهار سیلندر با حجم ۱٬۰۰۰ سانتی‌متر مکعب (۱٫۰ لیتر) و قدرت ۱۴۰ اسب بخار (۱۰۴ کیلووات) مجهز شد. اس۱۰۰۰ از چراغ‌هایی از نوع ال‌ئی‌دی بهره‌مند بوده و بدنهٔ این خودرو در مقایسه با مدل اس۶۶۰ ژاپن، از پهنای بیشتر جهت جای دادن لاستیک‌های پهن‌تر برخوردار است. همچین برای تطبیق با قوانین ایمنی آمریکا، امکانات ایمنی بیشتری نیز برای این خودرو در نظر گرفته شده‌اند.

### اس۶۶۰ مادولو ایکس

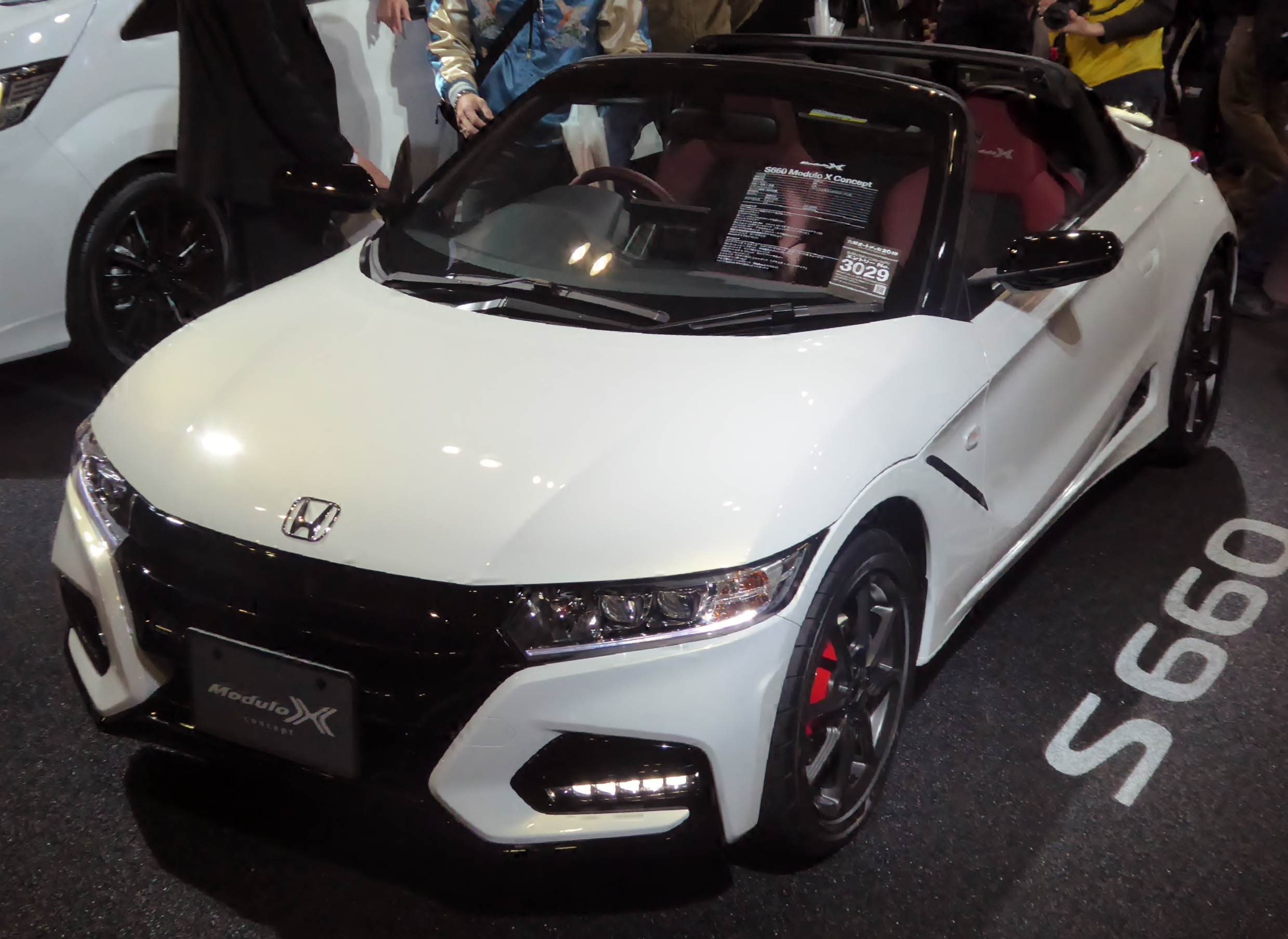
هوندا اس۶۶۰ مادولو ایکس

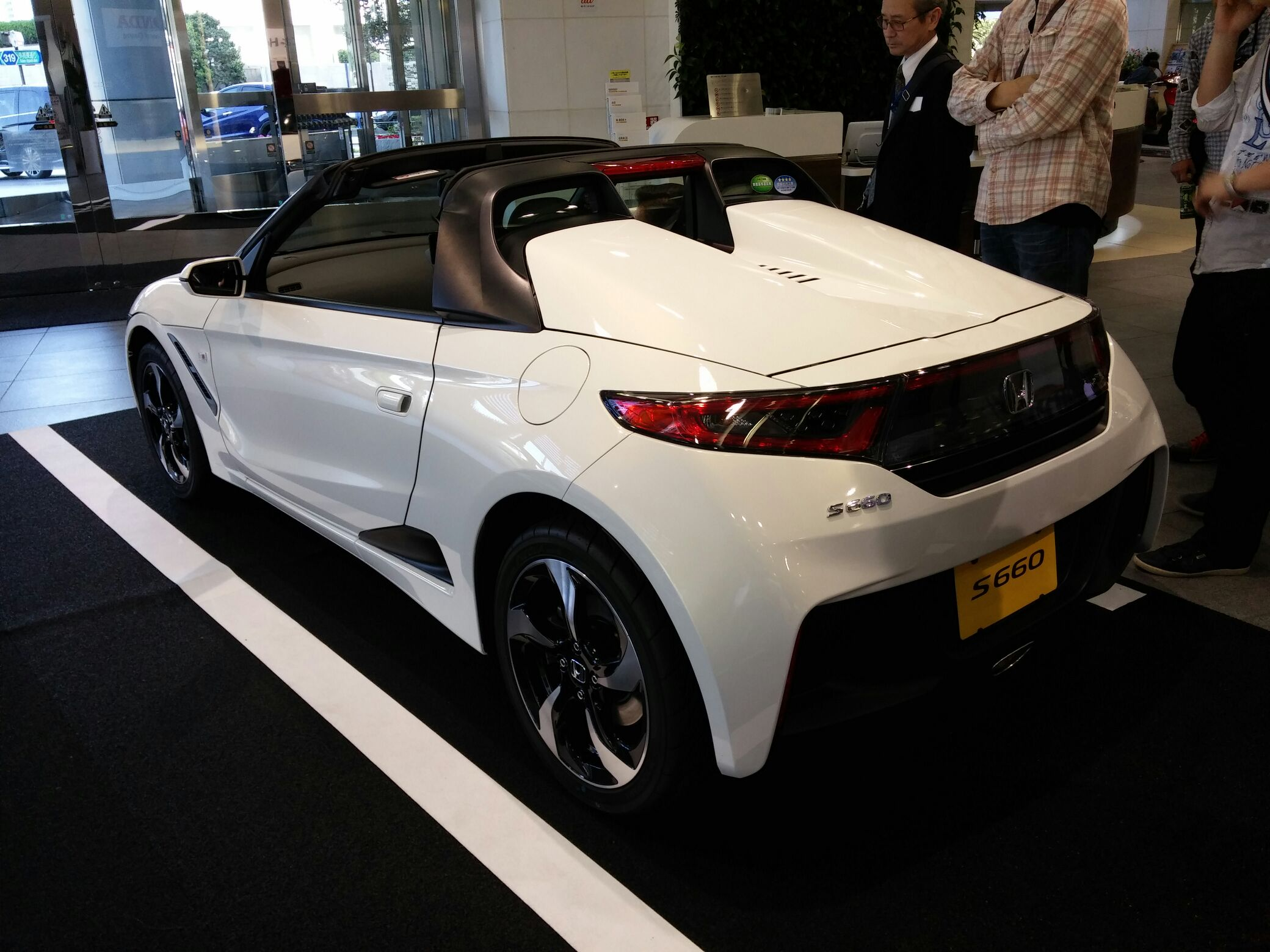
نمای پشت هوندا اس۶۶۰

در ۲۸ مهٔ ۲۰۱۸، شرکت هوندا یک نسخهٔ جدید از مدل اس۶۶۰ را با نام اس۶۶۰ مادولو ایکس (به انگلیسی: S660 Modulo X) به بازار ژاپن عرضه کرد. این مدل، که در واقع نمونهٔ اسپورت‌تر از خودروی اس۶۶۰ است، در مقایسه با مدل استاندارد، دارای خصوصیاتی نظیر طراحی جدید سپرها، بالهٔ فعال عقب و آینه‌ها و رینگهای چرخ به رنگ سیاه است. از دیگر مواردی که تنها در این نسخه به چشم می‌خورند می‌توان به سقف چرمی به رنگ قرمز و چراغ‌های رانندگی در روز از نوع ال‌ئی‌دی اشاره کرد.
در داخل کابین این مدل و برای صندلی‌ها، داشبورد و فرمان، از تودوزی چرم طبیعی دو رنگ استفاده شده‌است. سر دسته دندهٔ این خودرو نیز به‌طور اختصاصی طراحی شده و در دو طرح تیتانیومی برای جعبه‌دندهٔ دستی و چرمی دو رنگ برای جعبه‌دندهٔ سی‌وی‌تی ارائه شده‌است. اهرم ترمز دستی نیز دارای روکش چرم طبیعی بوده و کفپوش‌های کابین نیز جهت هماهنگی بیشتر به صورت دو رنگ هستند.
در بخش فنی، مادولو ایکس از همان پیشرانهٔ سه سیلندر ۰٫۶۶ لیتری توربو با قدرت ۶۴ اسب بخار بهره‌مند بوده و وزن خالص آن برابر با ۸۵۰ کیلوگرم (۱٬۸۷۰ پوند) است. در کنار ترمزهای دیسکی با دیسک‌های سوراخ‌دار و لنت‌های بروزرسانی‌شده، یک سامانهٔ تعلیق ویژه با قابلیت تنظیم ۵ مرحله‌ای سفتی فنرها در این مدل نصب شده‌است.

## بازخورد
اخبار مربوط به مدل پیش‌نمونه و برنامه‌های شرکت هوندا برای تولید این خودرو، به‌طور وسیعی توسط وبگاه‌ها و وبلاگ‌های مرتبط با صنعت خودرو پوشش داده‌شد. منتقدان خودرویی در زمان معرفی مدل مفهومی اس۶۶۰، موتور ضعیف این خودرو با حجم ۶۶۰ سی‌سی و قدرت ۶۴ اسب بخار را مورد انتقاد قرار دادند؛ اما با توجه به وزن خودرو، که کمتر از ۲٬۰۰۰ پوند (۹۱۰ کیلوگرم) اعلام شده‌بود، اس۶۶۰ از دید منتقدان می‌توانست عملکرد خوبی را ارائه دهد. در زمان معرفی مدل مفهومی و اعلام برنامهٔ عرضهٔ مدل تولیدی این خودرو در ژاپن، شایعاتی مبنی بر تصمیم شرکت هوندا برای تولید نمونه‌ای از این خودرو با موتور قوی‌تر برای بازارهای خارج از ژاپن منتشر شد. هرچند که این شایعات پس از چند سال همچنان توسط شرکت هوندا مورد تأیید یا تکذیب قرار نگرفته‌اند، اما به عقیدهٔ وبگاه جالوپنیک، این نمونهٔ صادراتی می‌تواند رقیبی برای خودروی فیات ۵۰۰ آبارت یا حتی خودروی مزدا میاتا باشد.
اولین نقد و بررسی این خودرو در ژوئن ۲۰۱۵ توسط مجموعهٔ تلویزیونی تخت گاز و با استفاده از یک پیش‌نمونهٔ مخصوص بازار ژاپن انجام گرفت. آزمایش‌کنندهٔ این خودرو معتقد بود که اس۶۶۰ «به‌طور فوق‌العاده‌ای مانورپذیر» است اما کمبود قدرت در آن حس می‌شود. چیزی که به اعتقاد او با عرضهٔ یک مدل صادراتی با موتور بزرگ‌تر قابل‌حل است. به گفتهٔ او، مدل صادراتی این خودرو می‌توانست یک رقیب بالقوه برای مزدا ام‌ایکس-۵ باشد. در مقاله‌ای که پس از بررسی این خودرو در وبگاه تخت گاز منتشر شد، اس۶۶۰ به دلیل بهره‌مندی از طرح موتور وسط-محور عقب، به خودروهای فراری و مک‌لارن تشبیه شده‌بود. با این حال، به عقیدهٔ این وبگاه، اس۶۶۰ با وجود انتقال قدرت به چرخ‌های عقب، خودروی مناسبی برای انجام دریفت نیست.
الکس اوگانا از وبگاه تاپ‌اسپید دربارهٔ طراحی ظاهری اس۶۶۰ گفته‌است: «اگر به نمای جانبی این خودرو بنگرید، ممکن است به آسانی آن را با یک خودروی قدرتمندتر اشتباه بگیرید» و ذکر کرده‌است که طراحی نمای عقب آن برای او یادآور «سایکلون‌ها در سریال بتل‌استار گالکتیکا» است. او معتقد بود که هوندا اس۶۶۰ «از تمام زوایا دارای ظاهر زیبایی است» و «خطوط آن دارای تفاوت اندکی نسبت به مدل مفهومی هستند». اوگانا در مورد فضای داخلی این خودرو گفت: «کابین آن همانند برادر بزرگتر خود (هوندا ان‌اس‌ایکس) دارای خصوصیات اسپورت است» و «موقعیت راننده مشابه موقعیت قرارگیری در خودروهای کارتینگ است».

## اولین تصاویر
تصاویر پیش‌نمونهٔ هوندا اس۶۶۰ توسط رسانه‌های خودرو در یک رویداد خودرویی زمستانی در اوایل سال ۲۰۱۵ به ثبت رسید و اولین بار در یک مجلهٔ ژاپنی با نام مگ-ایکس، و پس از آن در وبگاه آمریکایی تروث ابات کارز منتشر شد. این تصاویر شامل چندین عکس از نمای بیرونی و یک عکس از محفظهٔ موتور می‌شد. در مارس ۲۰۱۵ شرکت هوندا تصاویری از این خودرو با رنگ‌های ارائه‌شده را منتشر کرد. بر اساس این تصاویر، خودروی اس۶۶۰ در رنگ‌های سفید صدفی، زرد کارنیوال، قرمز آتشین و آبی ساحلی عرضه می‌شد.

## تولید و فروش

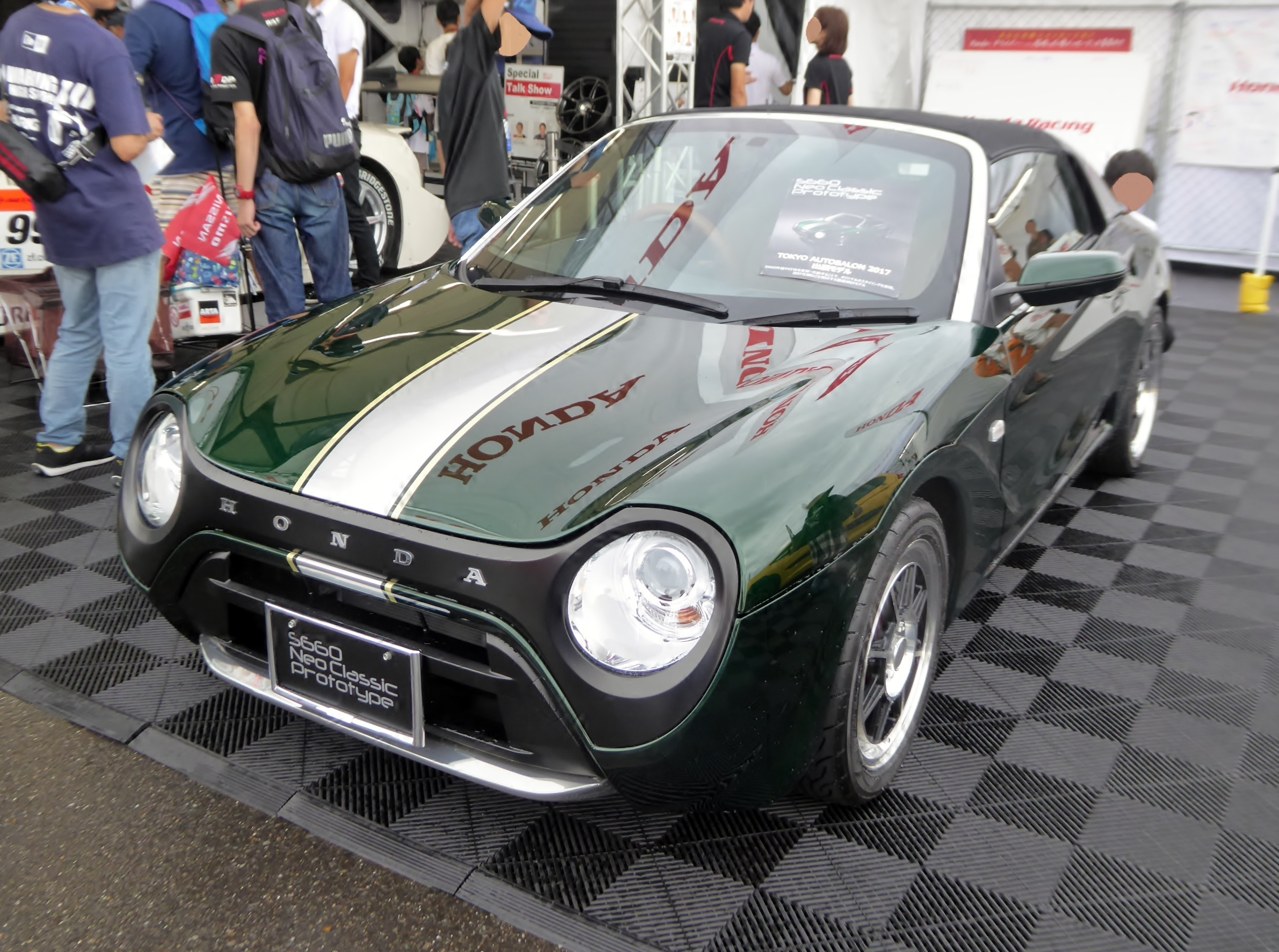
پیش‌نمونه هوندا اس۶۶۰ نئو کلاسیک

شرکت هوندا در سال ۲۰۱۰، ریو موکوموتو را برای طراحی یک خودروی اسپورت جدید انتخاب کرد. موکوموتو، که در رقابتی برای توسعهٔ یک خودروی اسپورت تولیدی، از میان ۴۰۰ طراح و مهندس دیگر انتخاب شده‌بود، جوان‌ترین مهندس در تیم توسعهٔ شرکت هوندا لقب گرفت. ریو موکوموتو برای طراحی این خودرو بیشتر از مدل بیت الهام گرفته بود و برای ساخت آن نیز از پلت‌فرم هوندا ان-وان بهره برده‌بود. در نهایت طراحی مفهومی این مدل در نمایشگاه خودروی توکیو در سال ۲۰۱۳ رونمایی شد.
هوندا اس۶۶۰ در تاریخ ۲ آوریل ۲۰۱۵ وارد بازار ژاپن شد. قیمت پایه تعیین شده برای این خودرو در بازار ژاپن با جعبه‌دندهٔ ۶ سرعتهٔ دستی معادل ۱٬۹۸۰٬۰۰۰ ین (حدود ۱۶٬۵۰۰ دلار آن زمان) بود. هرچند که در زمان عرضه هیچ برنامهٔ رسمی برای صادرات این خودرو در سایر بازارهای جهان اعلام نشده‌بود، اما با توجه به لزوم نصب امکانات ایمنی برای همگام شدن با قوانین مختلف در بازارهای مختلف، پیش‌بینی می‌شد که قیمت نمونهٔ صادراتی به حدود ۲۰٬۰۰۰ دلار برسد. در زمان معرفی، یک نسخهٔ محدود با نام «کانسپت ادیشن» با تولید تنها ۶۶۰ دستگاه نیز همزمان با مدل استاندارد اس۶۶۰ به بازار ژاپن معرفی شد.
در نمایشگاه خودروی توکیو در سال ۲۰۱۶، هوندا یک مدل مفهومی با نام «اس۶۶۰ نئو کلاسیک» را معرفی کرد. این مدل که از چراغ‌های گرد در جلو برخوردار بود و نمای عقب آن نیز دستخوش تغییرات عمده شده‌بود، بعداً و در سال ۲۰۱۸ به عنوان یک کیت بدنه برای خودروی اس۶۶۰ معرفی شد. در بخش فضای داخلی، بر خلاف نمای بیرونی که بیشتر شبیه به خودروهای قدیمی و کلاسیک طراحی شده‌بود، تغییرات چندانی اعمال نشده‌بود و تنها تودوزی چرمی به رنگ کرم در روکش صندلی‌ها و بخش‌های دیگری از فضای داخلی به عنوان تغییرات انجام‌شده در کابین به چشم می‌خورد. ثبت سفارش برای این کیت بدنه از تاریخ ۲۱ سپتامبر ۲۰۱۸ آغاز شد.

## مشخصات فنی و امکانات
اس۶۶۰ جهت تطابق با محدودیت‌های خودروهای کی در ژاپن، دارای طول ۳٬۳۹۵ میلیمتر (۱۳۳٫۷ اینچ)، عرض ۱٬۴۷۵ میلیمتر (۵۸٫۱ اینچ) ارتفاع ۱٬۱۸۰ میلیمتر (۴۶ اینچ) و وزن ۸۳۰–۸۵۰ کیلوگرم (۱٬۸۳۰–۱٬۸۷۰ پوند) است. این مدل تنها در دو تیپ آلفا (α) و بتا (β) عرضه شده که برای هر دو تیپ آن جعبه‌دنده‌های ۶ سرعتهٔ دستی یا خودکار متغیر پیوسته (CVT) قابل سفارش هستند. رینگ‌های چرخ در جلو با اندازهٔ ۱۵ اینچ و در عقب دارای اندازهٔ ۱۶ اینچی بوده و ترمزهای دیسکی آن به دیسک‌هایی با قطر ۲۶۰ میلیمتر (۱۰٫۲ اینچ) مجهز شده‌اند. موتور ارائه شده برای این خودرو در بازار ژاپن یک نمونهٔ سه‌سیلندر توربو با حجم ۶۶۰ سانتی‌متر مکعب (۰٫۷ لیتر) است که به صورت عرضی در قسمت عقب خودرو نصب شده و نیرو را به چرخ‌های عقب منتقل می‌کند. در مدل اس۱۰۰۰ که برای بازار آمریکای شمالی طراحی شده‌است، از یک پیشرانهٔ چهارسیلندر خطی با حجم ۱٬۰۰۰ سانتی‌متر مکعب (۱٫۰ لیتر) استفاده شده و جعبه‌دنده‌ها نیز شامل همان نمونه‌های دستی و سی‌وی‌تی ارائه شده در بازار ژاپن می‌شوند.

### امکانات رفاهی و ایمنی
تیپ بتا، که تیپ ارزانتر اس۶۶۰ است، از امکانات استانداردی نظیر سامانهٔ تهویه مطبوع خودکار، سامانهٔ کمکی فرمان چابک، چراغ‌های ال‌ئی‌دی و شیشهٔ عقب برقی برخوردار است.
امکانات ارائه شده به صورت استاندارد برای تیپ آلفا، علاوه بر موارد موجود در تیپ بتا، شامل موارد دیگری از جمله پکیج ویژهٔ موقعیت‌یاب ماهواره‌ای، کنترل پیمایش (کروز کنترل)، صندلی و فرمان چرمی و پدال‌های آلومینیومی می‌شوند.
سامانهٔ ترمز اضطراری در سرعت‌های پایین و صفحه نمایش روی داشبورد به‌طور انتخابی برای هر دو تیپ این خودرو قابل سفارش هستند. همچنین چهار کیسه هوای جلویی و جانبی نیز برای این خودرو در نظر گرفته شده‌است.